# Musiktheater im Revier

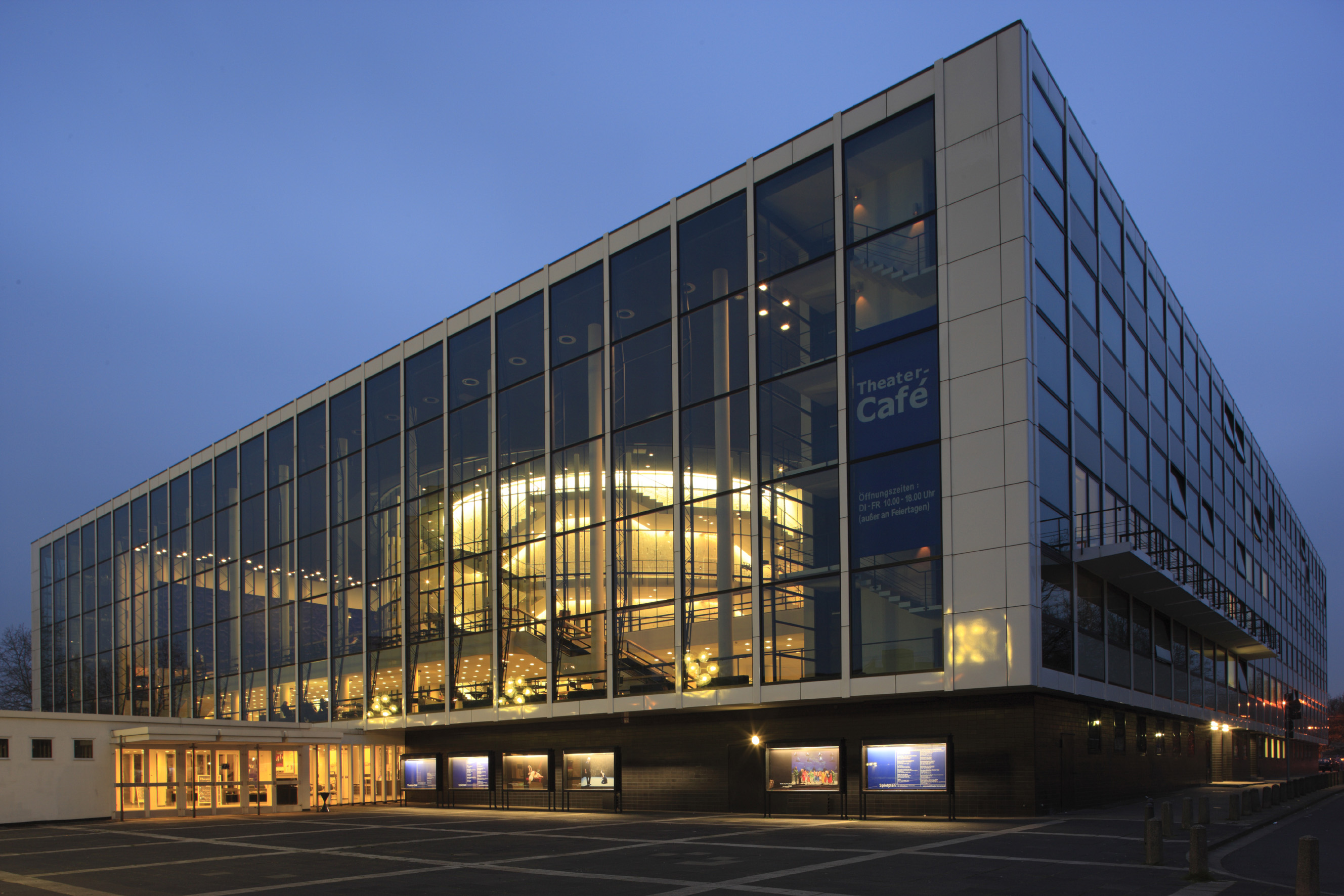
Das Musiktheater im Revier bei Nacht

Das Musiktheater im Revier (MiR) am Kennedyplatz in Gelsenkirchen-Schalke ist ein bedeutender Theaterbau aus der deutschen Nachkriegszeit. Der unter der Federführung des Architekten und Stadtplaners Werner Ruhnau errichtete Komplex mit zwei Spielstätten, dem Großen und dem Kleinen Haus, wurde am 15. Dezember 1959, nach 41 Monaten Bauzeit eröffnet und ist seitdem Aufführungsort von Opern, Musicals, Sinfoniekonzerten und Tanzaufführungen der „MiR Dance Company“. Das Große Haus hat 1004 Plätze und eine Bühnenfläche von 450 m², das Kleine Haus 336 Plätze und einen Bühnenraum von 180 m². 1997 wurde das Musiktheater im Revier in die Denkmalliste der Stadt Gelsenkirchen eingetragen. Generalintendant des Hauses ist seit der Saison 2008/09 Michael Schulz.
„Werner Ruhnau hat wie im Bauhüttenwesen des Mittelalters alle Künste zusammengefasst, bildende Künstler integriert und so ein Gesamtkunstwerk geschaffen.“

## Geschichte
Im Jahr 1953 gründete Werner Ruhnau mit Harald Deilmann, Ortwin Rave und Max von Hausen ein Architektenteam im Baubüro der Landwirtschaftskammer für das Theater Münster. Sie gewannen den 1954 ausgeschriebenen Wettbewerb der Stadt Gelsenkirchen für einen Theaterneubau. Das Programm des Wettbewerbs sah ein Großes Haus mit 1100 Plätzen sowie ein Bühnenhaus mit Haupt- und Hinterbühne, zwei Seitenbühnen und eine kleine Probebühne vor. Das Kleine Haus war nicht geplant, es entwickelte sich im Laufe der Organisation aus der Probebühne. Ziel des Wettbewerbs war eine traditionelle Trennung zwischen Bühnen- und Zuschauerraum, Foyer und Außenbereich. Der Entwurf der Münsteraner Architektengruppe basierte dagegen von Anfang an auf „Öffnung und Integration“. Vor der Realisierung des Musiktheaters in Gelsenkirchen verließ Harald Deilmann das Team, und Werner Ruhnau übernahm die gesamte folgende Verantwortung für Entwurf, Planung und Ausführung.

## Beschreibung

### Lage
Der Kennedyplatz befindet sich am Nordrand der Gelsenkirchener City im Stadtsüden. Hier steht das hoch aufragende Musiktheater, welches Künstler, Musik und Architektur zu einem Meisterwerk vereint. Die Hauptachse des Großen Hauses, die ihre Verlängerung in einer nach Nord-Süd ausgerichteten Fußgängerzone, der Ebertstraße findet, wird von der Florastraße gekreuzt. Diese verläuft in Ost-West-Richtung parallel zum Theaterkomplex. Das Kleine Haus steht an der Westseite etwas versetzt vor dem Großen Haus. Das Große und das Kleine Haus sind jeweils in sich axialsymmetrisch disponiert.
In unmittelbarer Nähe befinden sich der U-Bahnhof Musiktheater sowie die gleichnamige Straßenbahn- und Bushaltestelle.

### Architektur und Bautechnik

#### Das Große Haus

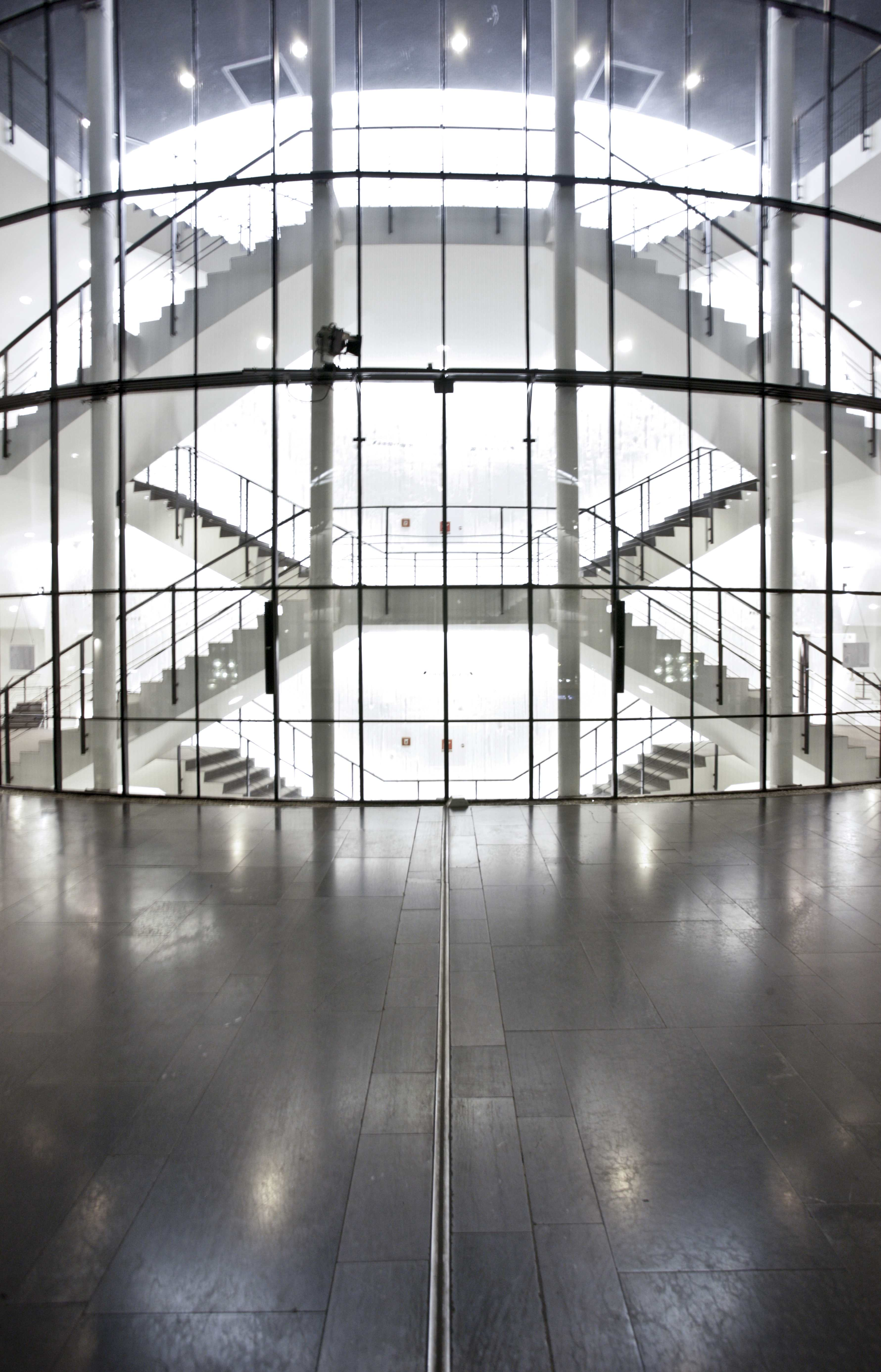
Glaszylinder, der den Innenraum des Großen Hauses umgibt

Der mit schwarzen Kacheln verkleidete Sockel trägt das Große Haus. Die Südfront ist weitgehend in Glasflächen aufgelöst. Die Glasfront ist in der Vertikalen durch weiße Profile gegliedert, dahinter befinden sich die von außen nicht sichtbaren Stützen. In der Horizontalen unterteilen schwarze Sprossen die Glasfront. Die Glasfront ist ein essentielles Element der Architektur des sogenannten Internationalen Stils im 20. Jahrhundert: Der Beginn der Glasfront lässt sich am Fagus-Werk in Alfeld entdecken und findet eine endgültige Ausprägung in der Glasfront des Bauhauses Dessau. Werner Ruhnau wurde insbesondere durch den Entwurf von Mies van der Rohe zum Nationaltheater Mannheim inspiriert. Es ist keine Fassade im herkömmlichen Sinne, vielmehr der Gedanke des „Floating Space“: Eine dünne Trennschicht, die einen fließenden Übergang zwischen Architekturraum und äußeren Stadtraum zulässt.
„In der Rezeption von Mies van der Rohe rezipiert Ruhnau auch nach Mies latenten Klassizismus in der äußeren Gesamterscheinung und der Disposition der einzelnen Funktionsbereiche. Das Haus erfüllt drei Grundprinzipien klassizistischer Architekturästhetik: symmetrische Komposition, axiale Komposition, hierarchische Komposition.“
Durch die mittig liegende Kassenhalle wird die dem Zentrum entsprechende Spiegelachse des Gebäudes hervorgehoben. Sichtbare Ecktreppen akzentuieren die Axialität der Front. Plattformen und Treppen sind symmetrisch. Im Kern des Großen Hauses stehen der gläserne Halbzylinder und das Bühnenhaus. Das Innere des Großen Hauses ist in drei Geschosse geteilt. In der Podiumszone unterhalb der Glasfront sind symmetrisch angelegte Garderoben, an deren Stirnwänden jeweils ein Schwammrelief des französischen Künstlers Yves Klein hängt. Über dieser Etage liegt das Zwischenfoyer, ein niedriges Halbgeschoss und darüber wiederum das hohe weiträumige Hauptfoyer. Im Eingangsbereich und in beiden Foyers erstreckt sich über einen Halbkreisgrundriss die Außenwand des Auditoriums. Die Ränge werden durch davorstehende Treppenumgänge erreicht, die von einem gläsernen Halbzylinder umhüllt sind. Auch die Tische und Drehstühle, die im Hauptfoyer stehen, wurden von Werner Ruhnau entworfen.
Die Öffnung des Raumes zur Stadt findet sich in der Farbgebung des Foyers wieder: Der Boden ist mit schiefergrauem Kattenfels aus dem Sauerland belegt und gleicht der Farbe der Bürgersteigplatten außen. Da in einem Theater Abendveranstaltungen dominieren, wurde die Decke mit schwarz eingefärbtem, schallabsorbierendem Putz beschichtet, der dem nächtlichen Himmel entspricht. Die Art des Lichtes ähnelt den Lichtern einer abendlichen Großstadt und vermeidet jeden Effekt, der an Innenraumdekoration oder Möblierung erinnern könnte. Der über einem hufeisenförmigen Grundriss angelegte Zuschauerraum ist symmetrisch. Die Sitzreihen steigen im Parkett leicht an, darüber liegen zwei Ränge, die jeweils auf beiden Seiten drei abgetreppte Balkone aufzeigen. Auch hier ist die Decke schwarz gehalten, ebenso die Wand. Die Rangbrüstungen bestehen aus mattem Aluminium. Die Stühle sind in einem leichten mittelgrau gehalten. Durch Portalblenden, höhenverstellbare Podien und einer beweglichen Vorbühne lassen sich Bühnengröße und Bühnenöffnung verändern. „Bühne und Zuschauerraum sind geprägt von dem Leitgedanken der Demokratisierung des Theaters, der Überwindung der herkömmlichen Trennung von Auditorium und Bühne, im Idealfall der Schaffung eines Einheitsraumes. Durch die ausschwingenden Seitenwände und die Deckenwölbung des Zuschauerraumes wird ein fließender Übergang zu Portal und Bühne geschaffen, das einheitliche Schwarz und bündig abschließende Strahler heben die Raumgrenzen noch stärker auf.“ Der Zuschauerraum ist im Gegensatz zum eher kantig wirkenden Äußeren elegant geschwungen und ermöglicht von allen Plätzen eine gute Sicht.
Die Architektur des Großen Hauses versucht innen wie außen Grenzen des Raumes zu überschreiten, deutlich wird dies durch die der Stadt zu gewandten Glasfassade. Die Glasfassade gestattet Blicke von innen nach außen und umgekehrt, somit werden Zuschauer selbst zu Akteuren, da sie äußeren Blicken ausgesetzt werden. Ein Stück Kultur wird offen hinaus getragen, es ist kein abgeschlossener Ort. Doch brachte diese Offenheit auch Zweifel mit sich: „Das durch die Verglasung offene Foyer, das vor allem beim abendlichen Theaterbetrieb durch die Innenbeleuchtung voll einzusehen ist, forderte Bedenken der Theaterbaukommission heraus: Theaterbesucher können sich den zusehenden Passanten draußen ausgeliefert fühlen. Es wurde bezweifelt, ob in einer derartigen Offenheit überhaupt eine ‚festliche Stimmung’ aufkommen könne… In Gelsenkirchen bin ich daher mit der Theaterbaukommission übereingekommen, eine Vorhangschiene in das Foyer zu integrieren, und, falls notwendig, binnen weniger Wochen einen 'Pausenvorhang' einzuziehen.“

#### Das Kleine Haus
Das Kleine Haus bildet einen Kontrapunkt zum Hauptbaukörper. Der obere geschlossene Quader liegt auf einer niedrigen Unterzone mit offener Pfeilerfolge, darauf befindet sich ein bleiverkleidetes Dach. Das Kleine und das Große Haus verbindet eine Brücke, hier wird die Verkleidung des Hauptbaus aufgegriffen. Dieses Architekturmotiv erinnert an den die Straße überbrückenden Verbindungstrakt des Dessauer Bauhauses von Walter Gropius. Dunkelgraue Natursteinplatten zieren die Außenwand des Kleinen Hauses. An der Südwand hängt das aus gebündelten Stahlrohren bestehende Große Relief in zwei Ebenen von Norbert Kricke. Es hebt sich stark von der dunkelgrauen Verkleidung ab. Auch am Kleinen Haus lässt sich an der Westseite eine Glaswand entdecken. Hinter der Glaswand liegen Eingangshalle und Garderobe. Zwei mechanische Reliefs von Jean Tinguely hängen an den mit grauem Velours bespannten Wänden, im darüber liegenden Foyer. Ohne trennende Wände und Türen dehnt sich der Zuschauerplatz bis in das Foyer aus. Im Vergleich zum Großen Haus, ist die räumliche Trennung von Bühnenbereich und Zuschauerplatz radikaler verwirklicht. Durch eine bewegliche Bestuhlung, verschiebbare Handpodien und eine mobile Beleuchtungs- und Beschallungstechnik lassen sich Raum und Spielsituation innerhalb kürzester Zeit verändern.
Gegensätze zwischen hell und dunkel, außen und innen, zwischen strengen rechteckigen Formen und weichen Rundungen, zwischen Farbe und schwarzweiß bis hin zur Farblosigkeit, begegnen einem im Musiktheater im Revier auf Schritt und Tritt.

#### Barrierefreies Theater
Das Musiktheater im Revier ist mit seinen Spielstätten, dem Großen und dem Kleinen Haus, vollkommen barrierefrei. Alle Bühnenräume sind für Rollstuhlfahrer und gehbehinderte Menschen auch per Fahrstuhl erreichbar.
Für Blinde und sehbehinderte Menschen bietet das MiR für ausgewählte Vorstellungen mit der Hör.Oper einen im Ruhrgebiet einzigartigen Service an: Mit Hilfe einer Audiodeskription werden visuelle Vorgänge des Bühnengeschehens live während der Vorstellung von ausgebildeten Sprechern erklärend kommentiert und so erfahrbar gemacht. Eine Führung durch das Bühnenbild vor der Vorstellung gibt Gelegenheit zum Ertasten von Requisiten und Kostümen. Hierbei werden Handlung und Hintergründe des entsprechenden Stücks erläutert.

### Am Bau beteiligte Künstler

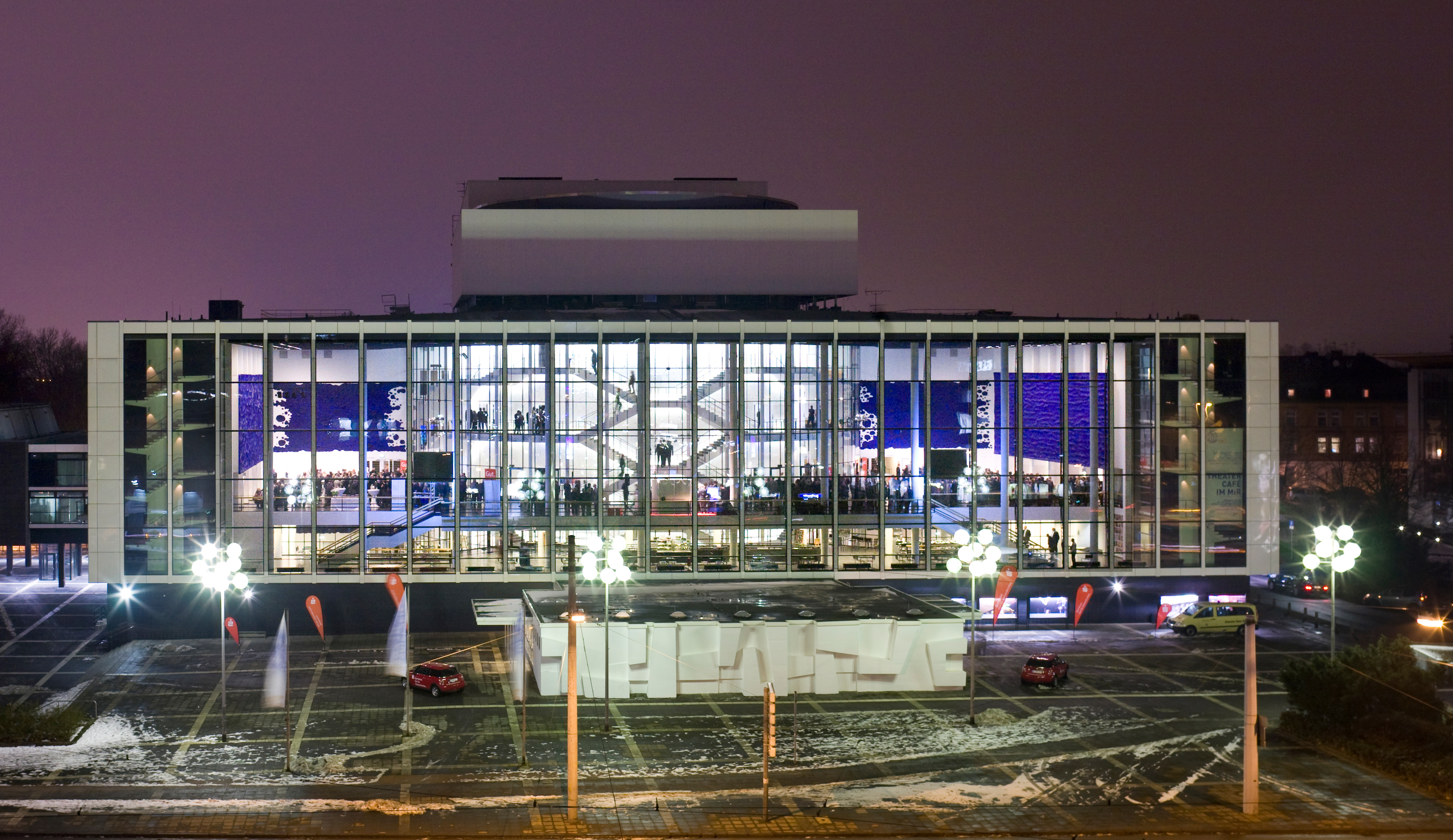
Glasfassade des Musiktheater im Revier

Werner Ruhnau setzte sich von Anfang an dafür ein, dass verschiedene Künstler an der konzeptuellen Ausgestaltung des Neubaus mitwirken. Am 31. Mai 1957 wurde ein Wettbewerb für die künstlerische Gestaltung ausgeschrieben. Werner Ruhnau hatte zu diesem Zeitpunkt schon weitgehend die Platzierung der Werke festgelegt. Die an dem Wettbewerb beteiligten Künstler teilten sich in fünf Gruppen auf. Kurt Janitzki (Gelsenkirchen), Jean Sprenger (Essen), Karl Hartung (Berlin), Norbert Kricke (Düsseldorf) und Fritz Winter (Diessen/Ammersee) übernahm die Leitung. Bei der Realisierung des Kunstprogramms war jedoch weitestgehend der Architekt federführend. Werner Ruhnau setzte sich während des Wettbewerbsprogramms für Yves Klein und Jean Tinguely ein. Er wollte von Beginn an alle Maler und Bildhauer am Entstehungsprozess integrieren. Daher folgte man in Gelsenkirchen dem Versuch nicht Kunst am Bau, sondern Baukunst zu schaffen. Werner Ruhnau erklärte dies wie folgt: „Beim Bauen in der Gegenwart fehlen zumeist die fließenden Übergänge zwischen gestalterischen und technischen Gewerken. Arbeiten bildender Künstler erscheinen meist dekorativ davor gesetzt, nur wie Kunst 'am' Bau. 'Baukunst' hingegen entsteht dann, wenn sowohl die Ingenieure wie auch die bildenden und – im Falle eines Theaterbaus – ebenso die darstellenden Künstler sich gegenseitig über das gemeinsam zu schaffende Werk verständigen, abstimmen und nicht nur isoliert eigene Ziele im Auge haben. Daher sollten dem Planungs- und Bauleitungsteam stets alle am Bau beteiligten angehören […] Die Aufgabe des Architekten ist es, diese Integration zu bewirken.“ Dieser Leitgedanke zieht sich durch das gesamte Musiktheater: „das Theater – die Kultur – integriert sich in die Stadt, die Kunst integriert sich in die Architektur, der Zuschauerraum integriert die Bühne usw. Damit bedeutet Integration im Falle des Gelsenkirchener Theaters aber mehr als ‚Zusammenwirken‘, nämlich die Aufhebung von Grenzen. Dieses Konzept war auch durchaus politisch zu verstehen als Merkmal einer fortschreitenden Demokratisierung von Theater.“ Neben der Baustelle wurde die Alte Feuerwehr von der Stadt bereitgestellt, die Künstler nutzten diesen Ort als Bauhütte. Die Bauhütte unterstützte die enge Zusammenarbeit und bot Raum zur Arbeit und zu Wohnzwecken. Eine Hausordnung regelte das Zusammenleben. Besucher, die die Bauhütte besichtigen und sich über Projekte informieren wollten, wurden zahlreich empfangen.

#### Robert Adams

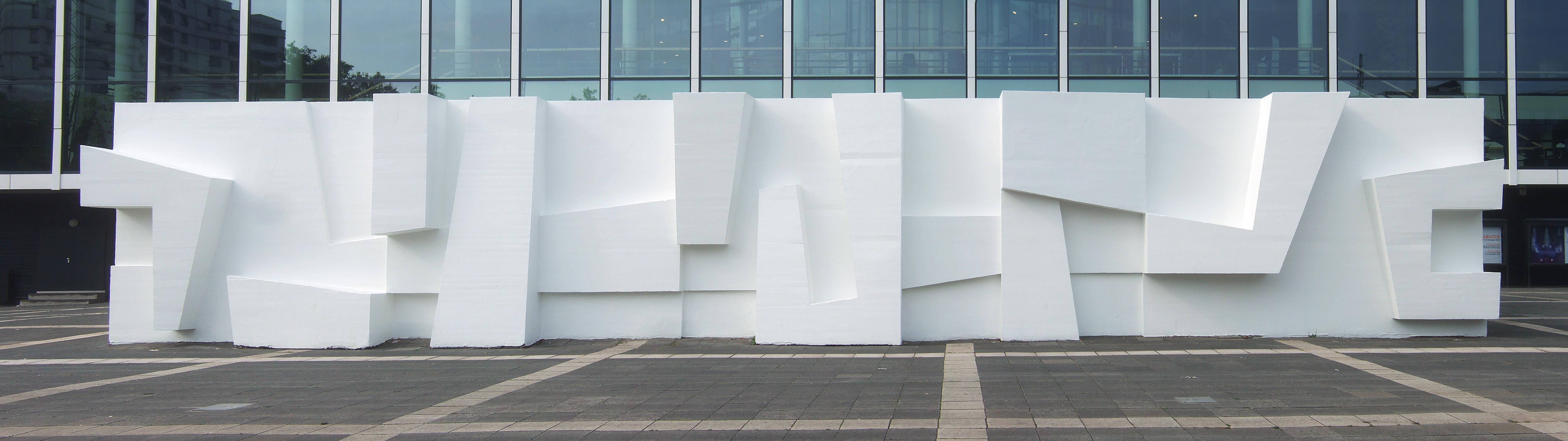
Plastik am MiR von Robert Adams

Das Betonrelief (3 × 22 m) an der Außenwand der Kassenhalle gestaltete der englische Bildhauer Robert Adams. Die Relieffront wurde nicht gesondert gefertigt, sondern zusammen mit den Betonwänden als deren integraler Bestandteil gegossen. Ursprünglich wurde das Relief von unten beleuchtet, doch aufgrund zu häufiger Betriebsstörungen wurde die Beleuchtung beseitigt.

#### Norbert Kricke

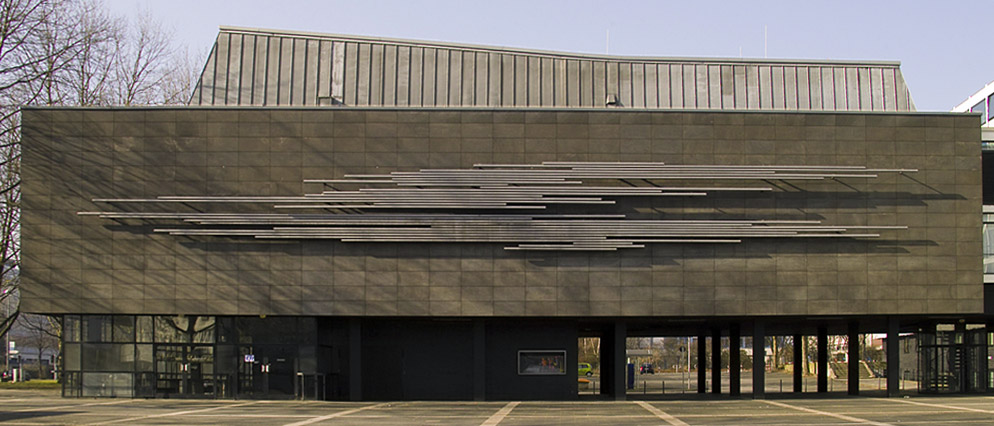
Plastik am kleinen Haus des MiR von Norbert Kricke

An der langen Außenwand des Kleinen Hauses unterstreicht Norbert Krickes Großes Relief in zwei Ebenen die „schwebende Leichtigkeit des Baukörpers und die Dynamik der Erweiterung spielerischer Möglichkeiten hinzielenden Innenstruktur“. Werner Ruhnau vereinbarte mit Norbert Kricke Multiples des Metallreliefs in den Maßstäben 1:100 und 1:20 anfertigen zu lassen, die verdeutlichen, dass das Relief konzeptionell unabhängig von seinem Anbringungsort ist. Ein weiteres geplantes Projekt wie der Wasserwald wurde nie ausgeführt.

#### Jean Tinguely
Im Kleinen Haus war der schweizerische Künstler Jean Tinguely für die Stirnwände des Foyers zuständig. Er fertigte die Mechanischen Reliefs, dies war zugleich sein erster öffentlicher Auftrag. Je dreißig mit Velours verkleidete Platten, drehen sich mit unterschiedlicher Geschwindigkeit. Jean Tinguely folgt der Idee, dass „Stabilität nicht Stillstand ist, sondern permanente Veränderung.“
Der Gesamteindruck bleibt trotz unterschiedlicher Konstellationen gleich. Die Mechanischen Reliefs stehen jedoch meist still.

#### Paul Dierkes
Etwa fünf Zentimeter starker Putz, in baumrindenartiger Struktur zieren die Rundwand des Foyers im Großen Haus. Paul Dierkes gestaltete das Putzrelief. Ein in Boden und Decke eingelassener Strahler und ein indirektes Streiflicht wird von der weißen Fläche des Reliefs reflektiert und erzeugt ein Licht- und Schattenspiel, zudem wird das Foyer mit beleuchtet. Türgriffe und der Belag der Treppen wurden in formalen Zusammenhang mit dem Putzrelief entwickelt.

#### Yves Klein

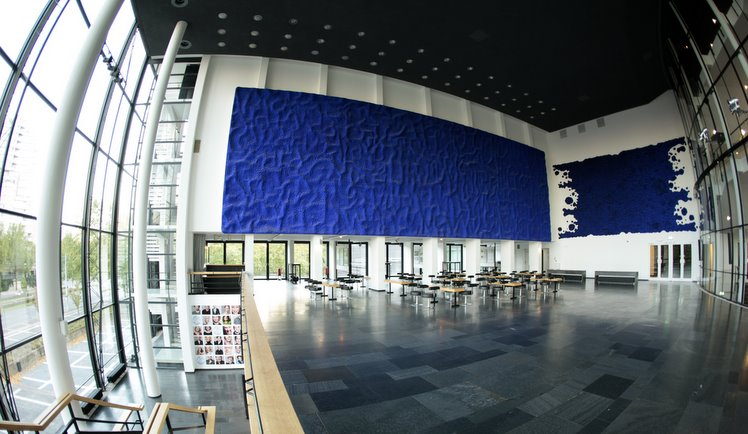
Yves Kleins blaue Schwammreliefs

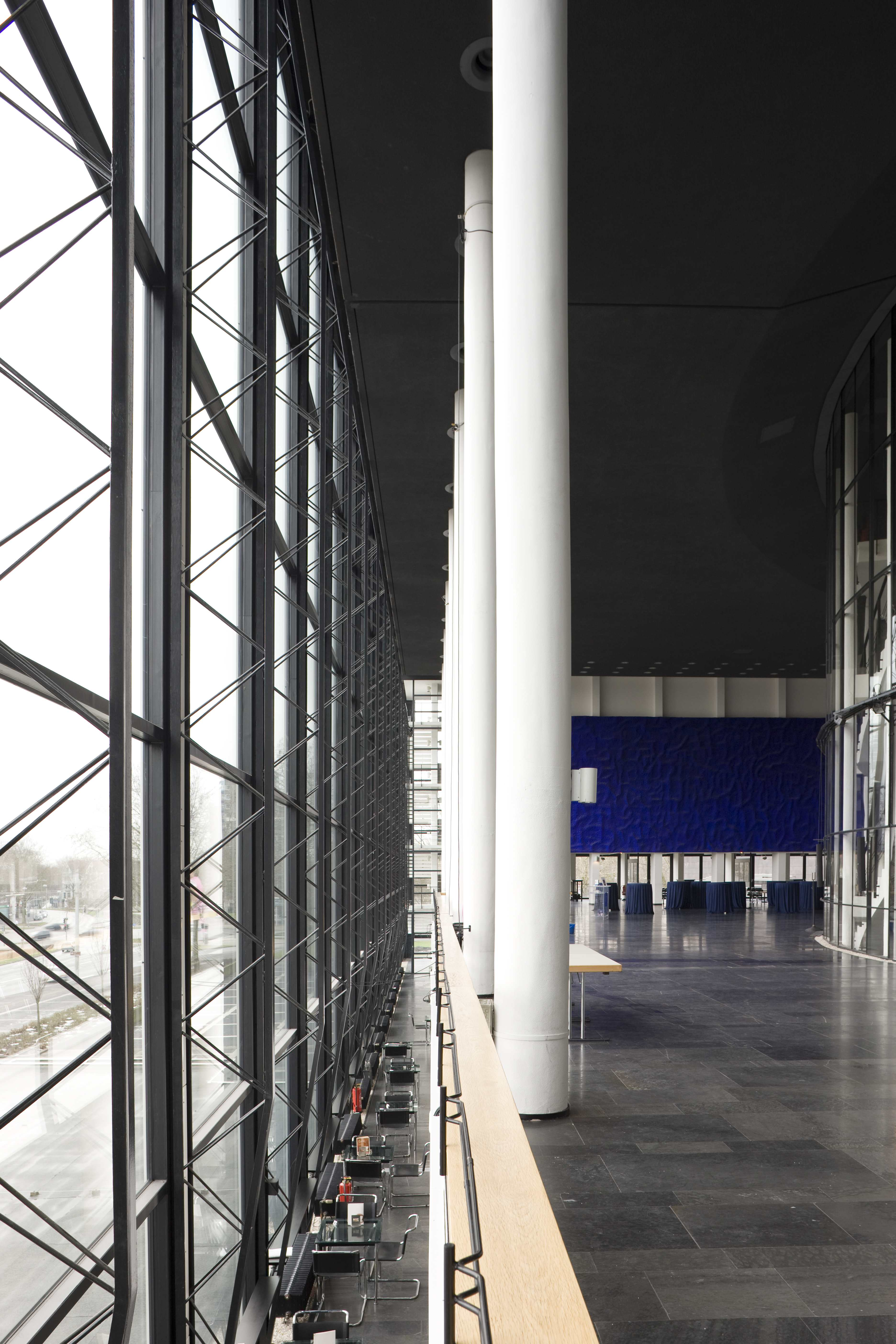
Innenraum zwischen Glasfassade und Halbzylinder

„Yves Klein ragt unter den beliebten Künstlern heraus, zum einen, weil seine monochrom blauen Bildtafeln im Gelsenkirchener Theater eine besondere Stellung einnehmen, und zum anderen, weil ihn und Werner Ruhnau eine besonders intensive Zusammenarbeit verband. Es ist erwähnenswert, dass diese Bildtafeln der einzige zu Lebzeiten des Künstlers öffentlich ausgeführte Auftrag sind. Das mag zeigen, dass dieses Projekt und die Zusammenarbeit mit Werner Ruhnau für ihn von besonderer Bedeutung war. Im Alter von knapp 35 Jahren, drei Jahre nach Beendigung der Gelsenkirchener Arbeiten, starb der französische Künstler Yves Klein im Jahre 1962.“
Anfang der 1950er Jahre entstanden seine Monochromien, die einen entscheidenden Beitrag zur Entwicklung der Kunst, im Sinne einer konkret räumlichen Bilderfahrung leistete. Sechs Werke des Künstlers hängen im Gelsenkirchener Theater. An den Seitenwänden des Garderobengeschosses hängen zwei Schwammreliefs, an den Stirnwänden sind zwei weitere platziert. An den Außenwänden des Foyers sind zwei monochrom blaue Bildtafeln angebracht. Das linke Relief der monochromen Bildtafel besteht aus einem vertikalen in sich verflochtenen Wellensystem, das rechte Relief weist überwiegend horizontale Wellenformen auf. Ein Ziegeldrahtgewebe an der Wand bietet den Gipsreliefs festen Halt. Der Gips wurde an dem Ziegeldrahtgewebe geformt und um die Struktur der Putzwand zu erweitern, wurden nach Werner Ruhnaus Vorschlag, Kieselsteine in den noch weichen Putz geworfen. Die Naturschwammreliefs wurden mit einer anderen Technik an der Wand befestigt. Nachdem die Naturschwämme in Zweikomponentenbinder getaucht wurden, befestigte man sie nach kurzem Anziehen mit Nägeln an der Wand. Anschließend wurden sie mit der blauen Farbe eingefärbt. Das Blau ist bekannt unter dem Kürzel IKB (International Klein Blue). Um zu diesem Ergebnis zu kommen, experimentierte Yves Klein lange mit einem speziellen Ultramarinblau, um eine größtmögliche Pigmentdichte zu erreichen. Das Gelsenkirchener Blau inspirierte den Stadtgrafiker Uwe Gelesch 2002 dazu, Blau als Hausfarbe der Stadt einzuführen.
Im Hauptfoyer werden die weißen Seitenwände durch sieben Pfeiler gegliedert, diese reichen vom Boden bis zur Decke. Die monochromen Bildtafeln tragen, in der oberen Hälfte des Geschosses, die Wand. Die Bildtafeln ragen über die untere Begrenzung der Wand und die äußere Begrenzung der Pfeiler hinaus. Die untere Hälfte des Geschosses ist zur Bar hin durchlässig. Das Verhältnis der Bildtafeln zur Architektur des Raumes lässt sich nicht eindeutig bestimmen: „Als reine Farbfläche gesehen, sind sie wie ein eigener Raumkörper von der Wand scheinbar vollkommen getrennt. Es kann zu keiner festen Zuordnung kommen – auch nicht in Hinsicht auf die Eingliederung der Tafeln in die Flächen der Seitenwände. Die Tafeln greifen mit ihren Abmessungen keine Teilungsverhältnisse des Raumes auf. Dennoch bezieht ihre blaue Farbe den Raum im höchsten Maße ein“ Da die Schwämme der Schwammreliefs direkt am Wandputz angebracht wurden, wirken sie mit der Wand enger verbunden. Die Farbe weist stärkere Kontraste auf, da durch die rauen Schwämme und den glatten Untergrund eine unterschiedliche Pigmentdichte erzeugt wird. Da die Ränder sich nicht klar von der weißen Wand abgrenzen, ist es nicht möglich, das Bild in seinen Abmaßen zu definieren. Der Kunstwissenschaftler Michael Bockemühl spricht von einer abstrakten Architektur, die durch die durchgebrochenen weißen Wände, die dunkle Decke und das Glas die Raumgrenzen nicht wirksam werden lässt; die den realen Raum nicht anschaulich macht, sondern negiert.
Vor allem die Anordnung der Werke im Hauptfoyer ist besonders spannend. Die Bilder ziehen sich wie ein blaues Band um das geometrisch eckige Foyer und verwandeln es in ein Halbrund. Die Anordnung der Zuschauer bildet ein umgekehrtes Halbrund um den Halbzylinder der Treppen herum. Dadurch entsteht aus Anordnung der Bilder und der Besucher des Theaters ein geschlossener Kreis. Der Halbzylinder, der durch architektonische Gestaltungsmittel und die Reliefs an der äußeren Rundwand des Zuschauerraums zweifach künstlerisch ausgestaltet ist, lässt die im Foyer befindlichen Kunstwerke raumkonstituierend wirken.

## Künstlerische Bedeutung

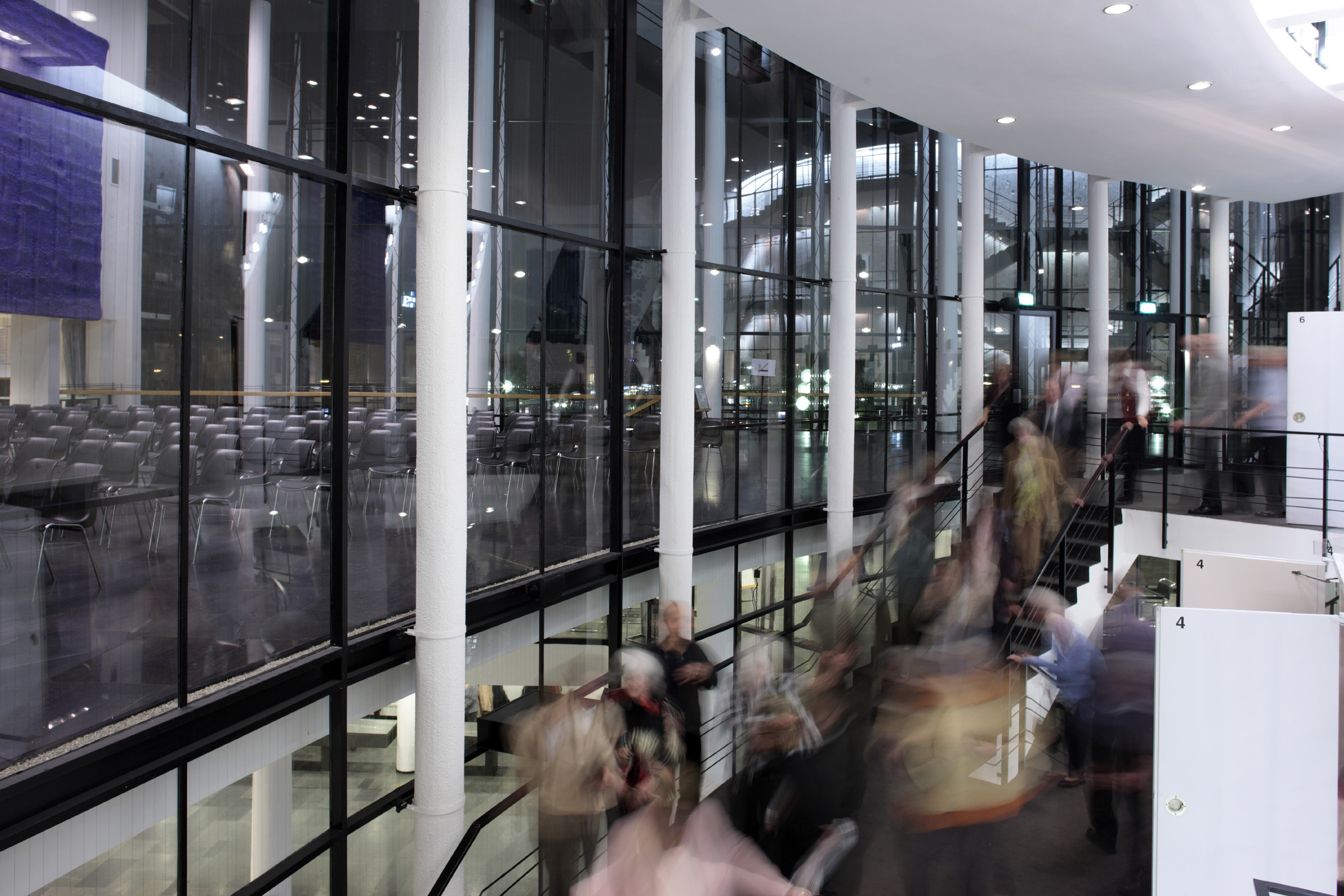
Das MiR von innen

Das Musiktheater im Revier gehörte schon in den 1950er Jahren, damals noch als Städtische Bühnen Gelsenkirchen, zu den wesentlichen Bühnen seines Genres im deutschen Sprachraum. 

Das Musiktheater im Revier verfügt über ein eigenes Opernensemble und einen Chor (mit Extrachor) sowie das Tanzensemble „MiR Dance Company“, das seit der Spielzeit 2019/20 vom italienischen Tänzer und Choreografen Giuseppe Spota geleitet wird sowie, ebenfalls seit der Spielzeit 2019/20 ein Puppentheaterensemble, das „MiR Puppentheater Gelsenkirchen“. Er folgt damit auf Bridget Breiner, die die Leitung des Ballett im Revier seit Beginn der Saison 2012/13 innehatte. Breiner wurde 2013 mit dem Theaterpreis DER FAUST ausgezeichnet. Sie folgte auf Bernd Schindowski, der das nach ihm benannte Ballett Schindowski von 1978 bis 2011 leitete. Das Hausorchester ist die Neue Philharmonie Westfalen, die 1996 aus der Fusion des Philharmonischen Orchesters der Stadt Gelsenkirchen und des Westfälischen Sinfonieorchesters Recklinghausen hervorgegangen und das größte der drei Landesorchester in Nordrhein-Westfalen ist. Leiter des Orchesters war ab 2007 GMD Heiko Mathias Förster. Mit der Spielzeit 2014/15 folgte ihm Rasmus Baumann, bis dahin Chefdirigent des Musiktheater im Revier, als neuer Generalmusikdirektor. Das Opernorchester des Musiktheater im Revier befindet sich in Trägerschaft der Städte Gelsenkirchen und Recklinghausen sowie des Kreises Unna.

### Kinder- und Jugendprogramm
Mit „Oper aus dem Koffer“, „Puppe aus dem Koffer“ oder den Projekten der Stiftung Musiktheater im Revier bietet das MiR für Kinder und Jugendliche ein spezielles Programm mit verkürzten und für ein jugendliches Publikum zugeschnittenen Aufführungen. Auch organisiert das MiR ein jährliches Tanzprojekt „Move“, bei dem über hundert Schüler und Schülerinnen aus Gelsenkirchen und Umgebung von Oktober an trainieren, um im Juni gemeinsam mit den Profis der MiR Dance Company im Großen Haus ein Tanzstück zu zeigen.

## Sonstiges
Das Musiktheater im Revier war Drehort für Teile des Films Das Wunder des Malachias (1961) von Bernhard Wicki.